# Chiesa di San Gregorio della Pace
La chiesa di San Gregorio della Pace era un'antica chiesa di Firenze, situata in piazza dei Mozzi. Fu dedicata a Gregorio Magno in onore di papa Gregorio X che presiedette alla sua fondazione, e alla "pace" stipulata in quell'occasione tra guelfi e ghibellini. Soppressa nel 1775, fu poi inglobata nel palazzo che oggi ospita il Museo Bardini.

## Storia e descrizione
Ospiti della potente famiglia di banchieri papali dei Mozzi, il 2 luglio 1273 si riunirono nel loro palazzo papa Gregorio X, il re di Napoli Carlo I d'Angiò e l'esule Baldovino II imperatore di Costantinopoli per firmare una pace tra i capi dei partiti Guelfi e Ghibellini, alla presenza di molta folla accorsa davanti al palazzo nei pressi del ponte di Rubaconte.
La pace durò solo quattro giorni e il papa, sdegnato, partì per Lione, dando la scomunica contro il Comune, che fu revocata solo tre anni dopo da papa Innocenzo V. Ma in quello storico giorno di luglio il papa, a ricordo dell'evento, aveva posto la prima pietra della chiesa di San Gregorio su un terreno dei Mozzi stessi, come ricorda anche una lapide tuttora esistente in piazza dei Mozzi. Qui erano sepolti i membri della famiglia dei Mozzi, tra cui il vescovo Andrea dei Mozzi.
Passata la chiesa sotto il patronato dei Bardi, in seguito vi fu annesso il convento dei Padri del Belmorire, donato nel 1600 ai religiosi e ampliato a proprie spese da Rodolfo Bardi, quindi soppresso nel 1775. 
L'intero complesso fu poi acquistato dall'antiquario Stefano Bardini, che fece erigenre un nuovo palazzo tra il 1881 e il 1883, su progetto dello stesso antiquario con la collaborazione dell'architetto Corinto Corinti, inglobando anche la duecentesca chiesa, di cui oggi restano alcune tracce solo nelle murature di alcuni ambienti interni, verso la cantonata con via dei Renai..
A questo va aggiunta la già citata lapide, che rappresenta una delle più antiche tuttora visibili nelle strade fiorentine:
| + GREGORIO DECIMO · PP · SCI SVB HONORE · GREGORII PIMO PRO XPI FUNDOR AMORE · HIC GVIBELLINE CVM GUELFIS · PACE PATRATA · CESSAVE MINE SVB QVA SUM LUCE CREATA · LUCE DUODENA IVLII RADIANTE SERENA · BISSEXCENTENO DNI CVM SEPTUAGENO · ANNO TERNOQ} PSENTE VALENTI UTROQ} BISANTINOR DNO SIMVL 7 SICVLOR · MILLE DUCETENIS TIB C SEPTVAGENIS · GREGORIO BELLA DCIMO FUIT ISTA CAPELLA · PACIS FUNDATA A MOZIS EDIFICATA : · |

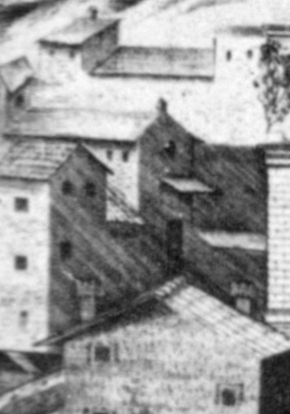
La chiesa in un dettaglio di un'incisione di Scipione Ammirato (1590 circa)

La traduzione è: «Sono stata fondata da papa Gregorio X in onore di san Gregorio anzitutto per amore di Cristo. Qui ebbero fine le contese ghibelline con i guelfi, stipulata la pace sotto la cui luce sono stata creata. Risplendendo sereno il dodicesimo giorno di luglio dell'anno del Signore 1273, alla presenza e col comune consenso dell'Imperatore di Bisanzio e del Re di Sicilia, nel 1273 questa bella cappella della pace fu fondata da Gregorio Decimo e edificata dai Mozzi».